# مانور سر به عقب/چانه به بالا
مانور سر به عقب/چانه به بالا (به انگلیسی: Head tilt/Chin lift) روشی است برای برطرف کردن انسداد راه هوایی فوقانی که به دلیل افتادن زبان به انتهای حلق ایجاد می‌شود. در این مانور سر بیمار ناهشیار را به عقب کج می‌کنیم. این کار را معمولاً با وارد آوردن مقداری فشار به پیشانی و چانه می‌توان انجام داد. باید در نظر داشت این مانور فقط برای بیمارانی قابل انجام است که ستون فقرات آن‌ها در ناحیه گردن آسیب ندیده باشد. این مانور در بسیاری از دوره‌های کمک‌های اولیه به عنوان روش استاندارد برای تمیز کردن راه هوایی بیمار آموزش داده می‌شود.
این مانور به همراه مانور کشیدن چانه به بالا جزئی از اساسی‌ترین روش‌های مدیریت راه هوایی فوقانی می‌باشند. اگر نگرانی در مورد آسیب به ستوان فقرات در ناحیه گردنی وجود دارد می‌توان از مانور کشیدن چانه به بالا به عنوان مانور جایگزین استفاده کرد.
اگر خطر آسپیراسیون ریوی برای بیمار وجود دارد باید بیمار را در وضعیت ریکاوری قرار داد و به سرعت برای بیمار راه هوایی مطمئنی ایجاد کرد.